# 연화산 (울산)
연화산(蓮花山)은 울산광역시 울주군 범서읍과 두동면의 경계에 위치한 산이다.

## 방송 송신 시설
| 디지털TV |              |          |          |      |                  |
| 가상채널 | 방송국명     | 호출부호 | 물리채널 | 출력 | 가시청권         |
| CH 7-1   | KBS울산 DTV2 | HLKE-DTV | CH 20    | 90㎾ | 두서, 두동, 내남 |
| CH 9-1   | KBS울산 DTV1 | HLQB-DTV | CH 37    | 90㎾ | 두서, 두동, 내남 |
| CH 10-1  | EBS 1TV      | HLQL-DTV | CH 50    | 90㎾ | 두서, 두동, 내남 |
| CH 10-2  | EBS 2TV      | HLQL-DTV | CH 50    | 90㎾ | 두서, 두동, 내남 |

## 같이 보기
- 한국의 산 목록
- 포털:대한민국